# Movie 43
Movie 43 és una pel·lícula de comèdia independent del 2013, dirigida i produïda per Peter Farrelly i escrita per Rocky Russo i Jeremy Sosenko. La pel·lícula compta amb setze històries diferents, dividides en segments, cadascun dirigit per un director diferent, com Elizabeth Banks, Steven Brill, Steve Carr, Rusty Cundieff, James Duffy i molts altres. És protagonitzada per un repartiment que inclou Halle Berry, Uma Thurman, Gerard Butler, Anna Faris, Hugh Jackman, Emma Stone, Naomi Watts, Kristen Bell i Kate Winslet, entre d'altres. Està doblada al català.

## Sinopsi
En Calvin Cutler (Mark L. Young) i el seu amic J.J. (Adam Cagley) fan un vídeo a l'estil de Jackass i el pengen a YouTube, on tot seguit arriba a més d'un milió de visites. És la broma del germà petit d'en Calvin, en Baxter (Devin Eash) que va clonar a YouTubue i va inflar les vistes del vídeo mentre treballava al seu projecte de ciències. En Calvin in en J.J. tracten de venjar-se'n. Parlen a en Baxter d'una pel·lícula que és tan perillosa que podria provocar la fi del món. La pel·lícula es diu Movie 43. Mentre en J.J. i en Baxter cerquen Movie 43 a Google, en Calvin pren el portàtil d'en Baxter i el carrega amb el virus de llocs porno. Per part seva, en Baxter troba a través de centenars de resultats Movie 43, un lloc web denominat per ell com un racó fosc d'internet. Troben els bosqueigs a partir de la cerca 43a a la llista de resultats. Mentre ell i en J.J. continuen veient vídeos, són interromputs per un home conegut com a Vrankovich (Fisher Stevens) i un grup de mafiosos xinesos que volen trobar Movie 43, també anant tan lluny com per prendre per ostatge el company d'en J.J., l'Stevie Schraeder (Nate Hartley). En Vrankovich els adverteix que si troben Movie 43, la civilització quedarà en runes. No fan cas de les seves demandes i continuen buscant fins que finalment troben la vertadera i l'única Movie 43, que acaba involucrant en Baxter com un comandament que encapçala un grup de reclutes que sobreviuen després que el món hagi acabat. Mentrestant, en Calvin acaba d'arruïnar l'ordinador portàtil d'en Baxter. Després, un mortal terratrèmol té lloc i la humanitat queda condemnada. Tanmateix, uns anys més tard, l'únic supervivent: un ferit Calvin, es troba el portàtil d'en Baxter, que continua funcionant després de rebre el virus, i observa els últims sketches restants de l'ordinador portàtil.